# Lista de hospitais do Ceará
Esta página é uma lista dos hospitais do Ceará.

## Fortaleza
| HOSPITAL                                                  | CIDADE    | ADMINISTRAÇÃO           | IMAGEM |
| --------------------------------------------------------- | --------- | ----------------------- | ------ |
| Centro de Hematologia e Hemoterapia do Ceará (HEMOCE)     | Fortaleza | Governo do Estado       |        |
| Instituto Doutor José Frota (IJF)                         | Fortaleza | Prefeitura de Fortaleza |        |
| Hospital Geral de Fortaleza (HGF)                         | Fortaleza | Governo do Estado       |        |
| Hospital Infantil Albert Sabin (HIAS)                     | Fortaleza | Governo do Estado       |        |
| Hospital São Mateus                                       | Fortaleza | CESM                    |        |
| SARAH-Fortaleza                                           | Fortaleza | Rede Sarah              |        |
| Santa Casa da Misericórdia de Fortaleza                   | Fortaleza | SCMF                    |        |
| Hospital Antônio Prudente                                 | Fortaleza | Grupo Hapvida           |        |
| Hospital Geral Dr. Waldemar Alcântara (HGWA)              | Fortaleza | Governo do Estado       |        |
| Instituto do Câncer do Ceará                              | Fortaleza | ICC                     |        |
| Hospital Batista Memorial                                 | Fortaleza | ABHBM                   |        |
| Hospital Central de Fortaleza                             | Fortaleza |                         |        |
| Hospital Psiquiátrico São Vicente de Paulo                | Fortaleza | SCMF                    |        |
| Hospital Regional Unimed Fortaleza                        | Fortaleza | Unimed                  |        |
| Hospital São Carlos                                       | Fortaleza | Rede D'Or               |        |
| Hospital São Raimundo                                     | Fortaleza | ICC                     |        |
| Frotinha da Parangaba                                     | Fortaleza | Prefeitura de Fortaleza |        |
| Hospital Geral Dr. César Cals (HGCC)                      | Fortaleza | Governo do Estado       |        |
| Hospital Oftalmoclinica                                   | Fortaleza |                         |        |
| Hospital Monte Klinikum                                   | Fortaleza | UnitedHealth Group      |        |
| Hospital Universitário Walter Cantídio (HUWC)             | Fortaleza | UFC                     |        |
| Hospital Universitário do Ceará (HUCE)                    | Fortaleza | Governo do Estado       |        |
| Hospital Aldeota                                          | Fortaleza | Grupo Hapvida           |        |
| Hospital Cura Dars                                        | Fortaleza |                         |        |
| Hospital da Criança                                       | Fortaleza |                         |        |
| Hospital de Messejana Dr. Alberto Studart Gomes (HM)      | Fortaleza | Governo do Estado       |        |
| Hospital de Saúde Mental Professor Frota Pinto (HSMM)     | Fortaleza | Governo do Estado       |        |
| Hospital e Maternidade José Martiniano de Alencar (HMJMA) | Fortaleza | Governo do Estado       |        |
| Hospital e Maternidade Angeline                           | Fortaleza |                         |        |
| Hospital e Maternidade Eugênia Pinheiro                   | Fortaleza | Grupo Hapvida           |        |
| Hospital Geral de Fortaleza (Exército)                    | Fortaleza | Exército Brasileiro     |        |
| Hospital Luis França                                      | Fortaleza | Grupo Hapvida           |        |
| Hospital São José de Doenças Infecciosas (HSJ)            | Fortaleza | Governo do Estado       |        |

## Interior do Estado
| HOSPITAL                                      | CIDADE            | ADMINISTRAÇÃO           | IMAGEM |
| --------------------------------------------- | ----------------- | ----------------------- | ------ |
| Hospital de Maracanaú                         | Maracanaú         | Prefeitura de Maracanaú |        |
| Hospital Regional Vale do Jaguaribe           | Limoeiro do Norte | Governo do Estado       |        |
| Santa Casa de Misericórdia de Sobral          | Sobral            | SCMS                    |        |
| Hospital e Maternidade Madalena Nunes         | Tianguá           | OSC                     |        |
| Hospital e Maternidade Santa Rita             | Alto Santo        | Prefeitura              |        |
| Hospital José Maria Philomeno Gomes           | Pacajus           | Prefeitura              |        |
| Hospital Municipal de Palmácia                | Palmácia          | Prefeitura              |        |
| Hospital Regional do Sertão Central           | Quixeramobim      | Governo do Estado       |        |
| Hospital Regional Norte                       | Sobral            | Governo do Estado       |        |
| Hospital Regional do Cariri                   | Juazeiro do Norte | Governo do Estado       |        |
| Hospital São Lucas                            | Crateús           | SBSC                    |        |
| Hospital e Maternidade São Francisco de Assis | Crato             | SBSC                    |        |
| Hospital Regional São Francisco de Canindé    | Canindé           |                         |        |
| Hospital Regional de Icó                      | Icó               |                         |        |
| Hospital Regional de Iguatu                   | Iguatu            |                         |        |
| Hospital e Maternidade São Vicente de Paulo   | Itapipoca         | SBSC                    |        |
| Hospital São Raimundo Nonato                  | Limoeiro do Norte | SBSC                    |        |
| Hospital Geral Vale do Jaguaribe              | Limoeiro do Norte | Unimed                  |        |
| Hospital Ana Lima                             | Maracanaú         | Grupo Hapvida           |        |
| Hospital e Maternidade Regional dos Inhamuns  | Tauá              | SBSC                    |        |